# Home theater PC
HTPC, acronimo di home theater personal computer, è un'evoluzione del concetto di personal computer indirizzata alla fruizione di immagini e suoni a scopo d'intrattenimento domestico. 
L'HTPC rientra nella definizione di Media center.

## I vantaggi di un HTPC
- concentrare in un unico dispositivo più funzionalità riducendo lo spazio occupato e la complessità dei cablaggi;
- poter utilizzare una grande varietà di formati per audio, video ed immagini statiche;
- adeguarsi all'evoluzione degli standard senza dover acquistare un nuovo dispositivo.

## Cosa si può fare con un HTPC
- riprodurre file contenenti fotografie, musica, film;
- visualizzare e registrare stream audio e video;
- visualizzare e registrare trasmissioni televisive e radiofoniche;
- riprodurre contenuti multimediali su supporto ottico.

Oltre all'intrattenimento un HTPC può svolgere agevolmente altre funzioni come NAS domestica, sistema di videoconferenza, interfaccia utente ai sistemi domotici.

## Hardware

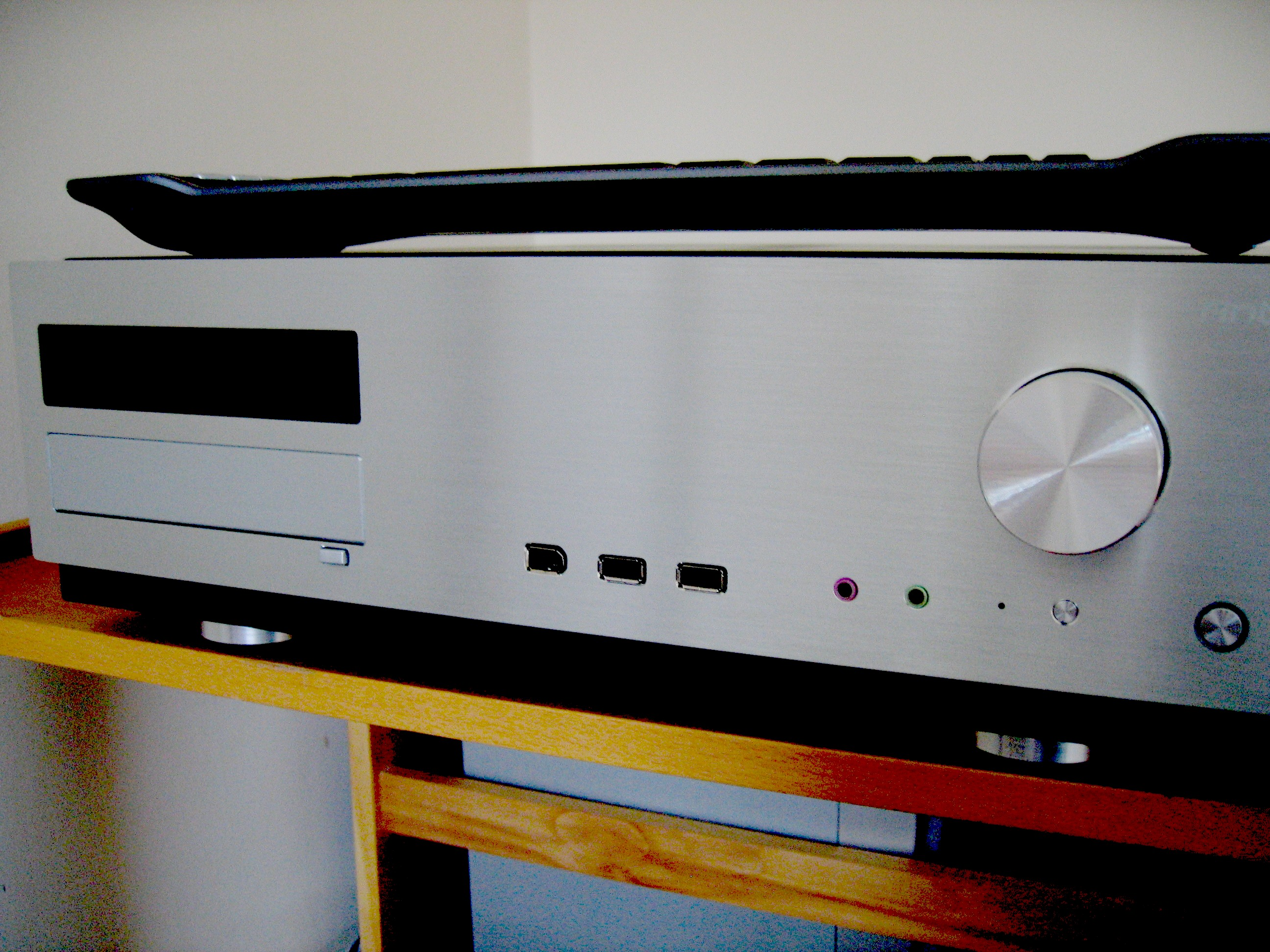
Antec Fusion, un classico esempio di case per HTPC. È munito del sistema Soundgraph Imon: display fluorescente programmabile, manopola programmabile e ricevitore per telecomando a raggi infrarossi

La progettazione dell hardware di un HTPC deve portare alla soluzione di cinque problemi di base:
- il dispositivo può restare a lungo in funzione, con elevato consumo energetico ed accumulo di calore;
- la riproduzione di filmati ad alta risoluzione può richiedere un'elevata potenza di calcolo;
- il rumore del sistema di raffreddamento può disturbare l'ascolto di musica o di una colonna sonora;
- le luci emesse, in particolare quelle di colore blu, disturbano la visione di filmati e foto;
- l'evoluzione degli standard.

Indispensabili poi sono i dispositivi di controllo (tastiera, mouse, telecomando) remoto senza filo (bluetooth, WiFi,...).
Un LED display od un VFD programmabile interfacciato alle applicazioni può rivelarsi utile durante l'utilizzo della sola parte audio, evitando di
utilizzare il display principale (monitor, proiettore, televisore).

### Errori di progettazione comuni
Impiegare come HTPC un personal computers concepito per videogiochi con un rumoroso sistema di raffreddamento, ampi consumi elettrici e luci decorative.
Impiegare personal computers dismessi da altri ruoli: incapaci di raggiungere la potenza di calcolo necessaria o consentire l'installazione di hardware aggiuntivo o col sistema di raffreddamento rumoroso.
Impiegare PC compatti con sistema di raffreddamento passivo incapace di smaltire efficacente il calore oppure incapaci di consentire l'installazione di hardware aggiuntivo.
Non prevedere la disattivazione del LED display o VFD durante la riproduzione di immagini.

## Software
I sistemi operativi impiegati negli HTPC possono essere per uso generico (MS Windows, Mac OS, Debian Linux,....) o dedicati (OpenPCTV, LibreELEC, OpenELEC,LinHES,LinuxMCE, GeeXboX,...).
Le applicazioni più utilizzate sono MediaPortal, MythTV e Kodi.
Altri software impiegati consentono di  decodificare i vari formati audio e video, impostare i parametri del display, ottimizzare la riproduzione di audio ed immagini e gestire il telecomando,